# Кетиладзе, Сергей Поликарпович
Сергей Поликарпович Кетиладзе (1910—1942) — майор Рабоче-крестьянской Красной Армии, участник Великой Отечественной войны, Герой Советского Союза (1943).

## Биография
Сергей Кетиладзе родился 17 мая 1910 года в посёлке Квирилы.
Получил среднее образование.
В 1927 году Кетиладзе был призван на службу в Рабоче-крестьянскую Красную Армию. В 1931 году он окончил Закавказскую пехотную школу, в 1941 году — ускоренным курсом Военную академию имени Фрунзе. Член ВКП(б)/КПСС с 1934 года. На 1934 год - командир роты 107-го стрелкового Владимирского полка 36 стрелковой дивизии в Забайкалье.
К марту 1942 года майор Сергей Кетиладзе командовал 32-й отдельной стрелковой бригадой 54-й армии Ленинградского фронта. Отличился во время Любанской наступательной операции.
В период с 18 марта по 1 апреля 1942 года бригада Кетиладзе освободила большое количество населённых пунктов Тосненского района Ленинградской области, отразила ряд массированных немецких контратак, нанеся противнику большие потери в живой силе и технике. В одном из боёв Кетиладзе получил ранение, но продолжал руководить вверенной ему бригадой. 1 апреля 1942 года он погиб в бою. Похоронен в братской могиле в Волхове.

## Награды
- Указом Президиума Верховного Совета СССР от 10 февраля 1943 года за «мужество и героизм, проявленные при обороне Ленинграда», майор Сергей Кетиладзе посмертно был удостоен высокого звания Героя Советского Союза.
- Также был награждён орденами Ленина и Красного Знамени[3].

## Память
В честь Кетиладзе была названа школа № 1 в Зестафони.